# Golaniada
Golaniada, cunoscută și sub denumirile Fenomenul Piața Universității sau Manifestațiile din Piața Universității, reprezintă evenimentele de masă petrecute în Piața Universității din București între 22 aprilie și 15 iunie 1990. Cu o durată de 53 de zile și adunând în jur de 50.000 de oameni în fiecare seară.
Inițiate din pricina nemulțumirii generale cu privire la evoluția vieții politice din România post-decembristă, protestele au fost oprite prin aducerea muncitorilor din mine în capitală pentru a îi forța pe participanți să renunțe. Manifestațiile au fost supranumite „Golaniada”, titlu provenind din apelativul „golan”, folosit îndeosebi de către președintele Ion Iliescu cu referire la protestatari.

## Desfășurarea manifestațiilor
Data de 22 aprilie 1990 este considerată prima zi a celei mai mari demonstrații anticomuniste din perioada post-decembristă. Din acea zi, Piața Universității, zonă centrală a Bucureștiului a fost declarată „Zonă liberă de neo-comunism” . O mână de oameni au blocat pe 22 aprilie 1990 Piața Universității, declanșând un fenomen considerat ca fiind una din cele mai ample și spectaculoase mișcări sociale din perioada de tranziție postdecembristă a României.
După ocuparea Pieței Universității, mii de protestatari au ieșit în stradă zilnic, convinși că guvernul care a preluat puterea era o imitație a democrației și că Revoluția din 1989 a dus doar la schimbarea cadrelor comuniste și securiste. Președintele Ion Iliescu s-a înconjurat de membri ai fostei nomenclaturi comuniste, iar acțiunile sale erau percepute ca populiste. Pe de altă parte, opozanții lui Iliescu au fost prigoniți, iar arestările ilegale și expulzările cetățenilor care participau la manifestațiile anti-FSN au devenit tot mai frecvente. Regele Mihai fusese împiedicat să intre în țară și posturile naționale de televiziune și radio erau folosit exclusiv în interesul Puterii neocomuniste al cărei exponent era Ion Iliescu.
Cea mai mare manifestație-maraton, anticomunistă, a început la data de 22 aprilie 1990 și a încetat în același an, în ziua de 13 iunie ca urmare a intervenției violente a minerilor și forțelor de ordine. În noaptea de 13-14 iunie, în Capitală, a avut loc un veritabil "război urban" soldat cu morți și răniți prin împușcare.
Drept rezultat al discursului susținut în Consiliul Provizoriu de Uniune Națională (CPUN) a lui Ion Iliescu, care a calificat drept „huligani” și „golani” demonstranții de la Universitate, în piață au început să vină din ce în ce mai mulți oameni. Pe fațada Universității au fost postate portrete ale lui Mihai Eminescu și afișe, printre care unul cu punctul 8 al Proclamației de la Timișoara. Pe zidurile Facultății de Arhitectură a fost întinsă o pancartă imensă: „Facultate de golani”. Manifestanții scandau: „Nu suntem partide!” și „Suntem golani!”. Cuiva i-a venit ideea de a scrie „golan” pe un cartonaș pe care l-a prins pe piept, ca pe o insignă. A fost suficient ca gestul să fie copiat de toți cei din jur. Mii de oameni și-au creat astfel de insigne. Insulta adresată manifestanților de Ion Iliescu a devenit simbolul luptătorului anticomunist, al militantului pentru democrație, intrând astfel în legendă. S-au format chiar „categorii” de golani: „golan de bine”, „golan de bună-credință”, „golan titrat", „golan elev”, „mini-golan”, „golan muncitor”, „golan arestat”, „golan alergic la roșu”, „golan cu două doctorate”, „golan meditator de feseniști”, „golan cu opinii”, „mamă de golan” ș.a.
Din prima zi a manifestației-maraton din Piața Universității și până la finalul acesteia, ca urmare a intervenției în forță a autorităților, sute de mii de persoane au tranzitat zona declarată „liberă de neocomunism - kilometrul zero al democrației”. Peste o mie de persoane, studenți, intelectuali, reprezentanți ai societății civile, protestatari, lideri ai organizațiilor neguvernamentale, muncitori, militari etc., au avut posibilitatea să se exprime neîngrădit de la balconul Universității, transformat într-o veritabilă tribuna a democrației. Aceasta decizie luată de Liga Studenților din Universitate a marcat începutul a ceea ce se va numi „Fenomenul Piața Universității”.  
Studenții de la universitățile bucureștene, dar și reprezentanții altor centre universitare au rămas alături de manifestanții de la Universitate, susținând protestele opozanților lui Iliescu și ai FSN-ului până la data de 24 mai 1990.
Aplicarea punctului 8 din Proclamația de la Timișoara, desființarea Decretului 473 care subordona Televiziunea națională conducerii de partid și de stat, epurarea guvernului de nomenclaturiști, amânarea alegerilor, judecarea vinovaților de crimele din decembrie 1989 au fost doar câteva din revendicările susținute de cei care au manifestat în Piața Universității.

## „Tribuna democrației”
Sute de personalități s-au exprimat de la balconul Universității, numit „tribună a democrației”. Discursurile au avut loc până în ultimele zile premergătoare părăsirii zonei de către membrii din organizații.
Printre cei care au susținut discursuri s-a numărat și cunoscutul eminescolog, filosof, eseist și traducător Petru Creția:
„Am fost acuzați în ultimele zile de instigare iresponsabilă la dezordine socială. Nimeni dintre noi nu este iresponsabil, iar intransigența nu trebuie confundată cu nimic. Pe de altă parte, acceptăm termenul de instigatori. Într-adevăr, doresc împreună cu toți cei care sunt alături de dumneavoastră să vă instig nu la dezordine socială, ci la o ordine socială nouă, mai dreaptă, mai liberă, și mai prosperă, întemeiată pe o legalitate reală și pe promovarea în viața publică a spiritului de adevăr și a probității politice. În al doilea rând, vă instigam cu dragoste și gând bun la eliminarea practică și legala a tuturor elementelor retrograde și acaparatoare de putere și bunuri nemeritate. (...) În al treilea rând vă instig la dobândirea unui cadru constituțional, care să descătușeze forțele vii ale țării, pe oamenii buni, pe oamenii cinstiți, pe oamenii drepți și curați, talentați și pricepuți, pe cei care pot face o țara nouă mai dreaptă și mai curată. Este vorba de oamenii pe care nimeni nu-i poate nici minți, nici înfrica, nici cumpăra. Sunt aceia pe care-i reprezentați aici, cu atâta stăruință, cu atâta dârzenie și cu atâta lumină. Acești oameni dau în clipa aceasta și dincolo de orizontul ei sensul și noblețea acestei adunări. Trăiască Libertatea!”—Petru Creția